# Josef Pellkofer
Josef Pellkofer (* 1. Mai 1960 in Straubing) ist ein deutscher Verwaltungsjurist und Kommunalpolitiker (Unabhängige Wählergemeinschaft). Vom 1. Mai 2002 bis zum 30. April 2020 war er hauptamtlicher Erster Bürgermeister der niederbayerischen Stadt Dingolfing. Seit dem 17. September 2020 ist Josef Pellkofer Altbürgermeister.

## Ausbildung und Beruf
Pellkofer wurde an der Grundschule St. Josef in Straubing eingeschult und wechselte dann auf das Anton-Bruckner-Gymnasium, an dem er 1980 die Abiturprüfung ablegte. An der Universität Regensburg studierte er Rechtswissenschaft und trat nach den beiden Staatsexamen in den öffentlichen Dienst ein. Er war Referent bei der Landesversicherungsanstalt Niederbayern-Oberpfalz in Landshut. 1993 wechselte er in die innere Verwaltung und war als juristischer Staatsbeamter Abteilungsleiter in verschiedenen Abteilungen des Landratsamtes Dingolfing-Landau.

## Kommunalpolitik
Bei der Bürgermeisterwahl im Rahmen der Kommunalwahl im März 2002 erhielt Pellkofer im ersten Wahlgang am 3. März 31,7 Prozent der gültigen Stimmen und musste mit Matthäus Strebl (CSU), der 32,9 Prozent erhielt, zur Stichwahl zwei Wochen später antreten. Die weiteren Kandidaten waren Michael Rieger (SPD) mit 25,2 Prozent und Walter Kühndel mit 10,3 Prozent. Die Stichwahl am 17. März gewann dann Pellkofer mit 57,4 Prozent und wurde damit zum 1. Bürgermeister der Stadt Dingolfing gewählt, als Nachfolger von Erwin Rennschmid (ebenfalls UWG), der sich nach zwei Amtsperioden aus gesundheitlichen Gründen nicht mehr zur Wahl stellte.
Am 2. März 2008 war er ohne Gegenkandidat und wurde mit 94,6 Prozent im Amt bestätigt. Auch in der folgenden Wahl am 16. März 2014 war er ohne Gegenkandidat und wurde mit 95,4 Prozent im Amt bestätigt.
Bei der Wahl am 15. März 2020 trat er nicht mehr an. Seine Nachfolge wurde am 29. März in der Stichwahl zwischen Armin Grassinger (UWG) und Christine Trapp (SPD, Tochter des Landrats Heinrich Trapp) entschieden, die Armin Grassinger mit 71,4 Prozent der gültigen Stimmen für sich entschied.
Von 2002 bis 2008 war Pellkofer Mitglied im Verwaltungs- und Rechtsausschuss sowie im Finanzausschuss des Bayerischen Städtetags und ist seit 2008 Mitglied im Vorstand sowie im Ausschuss der kreisangehörigen Mitglieder. Am 9. Juli 2014 wurde er zum 2. stellvertretenden Vorsitzenden gewählt und im Juli 2017 wiedergewählt.
Von 2002 bis 2008 war er Mitglied im Rechts- und Verfassungsausschuss des Deutschen Städtetags und ist seit 2008 Mitglied im Hauptausschuss.